# Jarritos
Jarritos es una marca de refrescos mexicana fundada en 1950 por Francisco Hill Ávalos "El Güero Hill" en la Ciudad de México. La empresa Jarritos es una marca de Frutas Concentradas, S.A.P.I. de C.V. Su empresa subsidiaria Novamex en los Estados Unidos es la encargada del embotellamiento y distribución de los productos a nivel internacional. Ciertos territorios de México son atendidos por la empresa embotelladora Consorcio AGA.
El nombre proviene de la tradición mexicana de beber agua en jarros de arcilla.

## Sabores
Los Jarritos están disponibles en los siguientes sabores en México.
| - Agua mineral - Limón - Mandarina - Manzana - Piña | - Tuti-fruti - Tamarindo - Toronja - Uva |

Los siguientes sabores están disponibles internacionalmente en Estados Unidos y otros países como Corea del Sur.
| - Fruit punch (Ponche de frutas) - Grapefruit (Toronja) - Guava (Guayaba) - Lime (Limón) - Mandarin (Mandarina) - Mango | - Mexican Cola (Refresco de Cola mexicano) - Passion Fruit (Maracuyá) - Pineapple (Piña) - Strawberry (Fresa) - Tamarind (Tamarindo) - Watermelon (Sandía) |